# Colpotrochia lutoria
Colpotrochia lutoria là một loài tò vò trong họ Ichneumonidae.